# جیمز باگشاو (بازیکن فوتبال، زاده ۱۸۷۴)
جیمز باگشاو (انگلیسی: James Bagshaw؛ ۱۸۷۴ – ۱۹ ژانویه ۱۹۴۱) بازیکن فوتبال بود.
از باشگاه‌هایی که در آن بازی کرده‌است می‌توان به باشگاه فوتبال گریمزبی تاون اشاره کرد.